# Talamon Alfonz

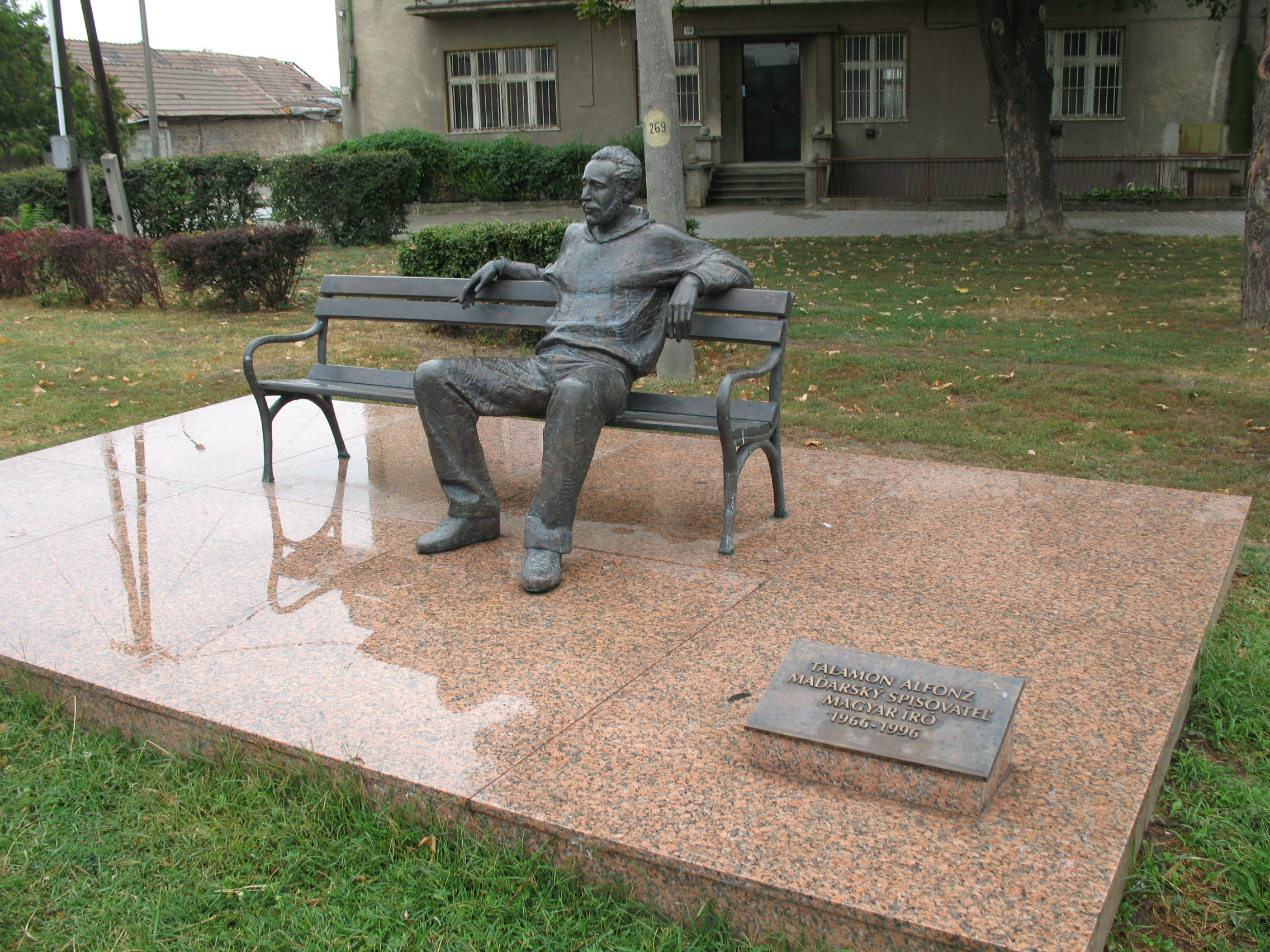
Köztéri szobra Diószegen

Talamon Alfonz (Dunaszerdahely, 1966. május 14. – Galánta, 1996. szeptember 8.) Madách-díjas szlovákiai magyar író.

## Élete
1984-ben érettségizett a galántai gimnáziumban, majd a pozsonyi Comenius Egyetemen tanult, de tanulmányait nem fejezte be. 1988-ban a Csemadok KB szakelőadója lett, 1992-től pedig a Szabad Újság szerkesztője. 1996. február 9-én baleset érte, és haláláig kómában maradt. 
Az Iródia mozgalom nemzedékének és a Próbaút (1986) című antológiának egyik meghatározó egyénisége volt. 

## Elismerései
- 1988 Tsúszó Sándor-díj
- 1995 Madách-díj

## Emléke
- A Szlovákiai Magyar Írók Társasága 2006-ban prózaírói díjat alapított.
- Diószegi szobrát 2006-ban állították, alkotója Mag Gyula

## Művei
- 1988 A képzelet szertartásai (elbeszélések)
- 1992 Gályák Imbrium tengerén (regény)
- 1995 Az álomkereskedő utazásai. Hét elbeszélés
- Samuel Borkopf: Barátaimnak, egy Trianon előtti kocsmából; utószó Grendel Lajos; Kalligram, Pozsony, 1998 (regény, szlovákul is)
- Talamon Alfonz művei; összeáll., szöveggond., utószó Németh Zoltán; Kalligram, Pozsony, 2001